# جائزة ميامي الكبرى
جائزة ميامي الكبرى (بالإنجليزية: Miami Grand Prix) هو سباق فورمولا واحد، أولى جولاته الافتتاحية كانت جزءًا من بطولة العالم للفورمولا 1 2022 في 8 مايو 2022 على مضمار ميامي الدولي، بعقد يمتد لعشر سنين.

## نبذة
في عام 2018 عُرِض اقتراح إقامة سباق جائزة ميامي الكبرى لتكون إحدى جولات بطولة العالم للفورمولا 1 في مدينة ميامي، وفي 2019 بدء التخطيط لإقامة سباق موسم 2021 على محيط ملعب هارد روك. ولم تنجح تلك الخطط في ان يقام كأحد جولات 2021، حيث اختارت الفورمولا 1 حلبة كورنيش جدة في النسخة الافتتاحية من جائزة السعودية الكبرى. 